# Sopiko Guramischwili
Sopiko Guramischwili (georgisch სოფიკო გურამიშვილი; * 1. Januar 1991 in Tiflis, Republik Georgien, UdSSR) ist eine georgische Schachspielerin. Sie trägt die FIDE-Titel Großmeisterin der Frauen (2009) und Internationaler Meister (2012). Sie nahm an den Schach-Weltmeisterschaften der Frauen 2015 und 2017 teil. Seit September 2019 spielt sie für den niederländischen Schachverband.

## International
Guramischwili gewann 2006 in Batumi die Schach-Jugendweltmeisterschaft der Mädchen U-16.
Bei ihrer ersten Teilnahme an der Schachweltmeisterschaft der Frauen 2015 schied sie bereits in der ersten Runde gegen ihre Landsfrau Lela Dschawachischwili aus, bei der WM 2017 erreichte sie die dritte Runde, wo sie schließlich gegen D. Harika unterlag.

## Vereine
In der deutschen Frauenbundesliga spielt sie für den SK Schwäbisch Hall. Die niederländische Meesterklasse gewann sie in der Saison 2015/16 mit En Passant Bunschoten-Spakenburg. In Belgien spielt sie für L’Echiquier Amaytois, in Spanien für CE Barberà. In der österreichischen Bundesliga spielte Guramischwili in der Saison 2010/11 für Wüstenrot SIR Salzburg, in der chinesischen Mannschaftsmeisterschaft 2013 für Qinhuangdao Evening News und 2019 für Guangdong Shenzhen Longgang.

## Privates
Seit 2015 ist sie mit dem niederländischen Großmeister Anish Giri verheiratet. Im Oktober 2016 kam ihr gemeinsamer Sohn zur Welt.